# Herman Sörgel
Herman Sörgel (2 avril 1885 - 25 décembre 1952) est un architecte allemand expressionniste (Bauhaus) de la première moitié du XXe siècle, surtout connu pour être à l'initiative du projet Atlantropa qui se voulait être une solution aux troubles économiques et politiques qui agitaient l'Europe à son époque. Ce projet consistait en la construction de trois barrages, au détroit de Gibraltar, aux Dardanelles, et entre la Sicile et la Tunisie. Ils auraient fourni de l'énergie hydroélectrique et auraient été supervisés par un organisme indépendant nouvellement formé ayant autorité pour interrompre l'énergie vers tout pays constituant une menace pour la paix. Sörgel a activement promu ses idées jusqu'à sa mort en 1952.

## Biographie
Herman Sörgel est né en Bavière en 1885. Son père est un pionnier dans la construction de centrales hydroélectriques en Bavière. De 1904 à 1908, Herman étudie l'architecture à l'université technique de Munich.
Il est à l'origine de l'idée d'Atlantropa, un continent utopique créé en installant un barrage sur le détroit de Gibraltar et aux Dardanelles, ainsi que sur le fleuve Congo. Son idée préconise l'abaissement du niveau de la Méditerranée et l'utilisation de la différence entre les niveaux de la Méditerranée et de l'Atlantique pour générer de l'énergie hydroélectrique. Cette idée d'abaisser le niveau de la mer aurait augmenté les zones de terres sèches autour de la Méditerranée et aurait fourni un accès terrestre à l'Afrique. Le barrage sur le fleuve Congo aurait permis de remplir le bassin entourant le lac Tchad, fournissant ainsi de l'eau douce pour irriguer le Sahara et un accès maritime vers l'intérieur de l'Afrique,. En plus de créer de nouvelles étendues de terres, les quantités massives d'énergie hydroélectrique qui seraient générées auraient pu représenter 50% des besoins énergétiques de l'Europe de l'époque. Il synthétisait ainsi son projet : « Asséchez la Méditerranée, inondez le Sahara et vous mettrez fin à la crise ».
Bien que Sörgel rêvait de l'idée, il ne prenait jamais en compte la réaction des pays concernés. La masse terrestre du Levant, par exemple, aurait augmenté de 50% avec la baisse du niveau de la mer. Le projet de Sörgel aurait également touché plusieurs pays du Moyen-Orient où la plupart des changements majeurs auraient eu lieu.
Sörgel meurt à l'âge de 67 ans peu après avoir été heurté par une voiture alors qu'il était à vélo en route pour une conférence dans une université de Munich. L'accident s'est produit sur une route « aussi droite qu'un dé » et le conducteur de la voiture n'a jamais été retrouvé.

## Publications
Certaines de ses publications comprennent :
- Herman Sörgel, Mittelmeer-Senkung. Sahara-Bewässerung = Lowering the Mediterranean, Irrigating the Sahara (Panropa Project), pamphlet, Leipzig, J.M. Gebhardt, 1929
- Herman Sörgel, Europa-Afrika: ein Weltteil, 1931
- Herman Sörgel, Atlantropa, Munich, Fretz & Wasmuth, Zurich / Piloty & Löhle, 1932
- Herman Sörgel, Foreword to "Technokratie - die neue Heilslehre" by Wayne W. Parrish, Munich, R. Piper & Co., 1933
- Herman Sörgel, Die drei großen "A". Großdeutschland und italienisches Imperium, die Pfeiler Atlantropas. [Amerika, Atlantropa, Asien], Munich, Piloty & Loehle, 1938
- Herman Sörgel, Atlantropa-ABC: Kraft, Raum, Brot. Erläuterungen zum Atlantropa-Projekt, Leipzig, Arnd, 1942
- Herman Sörgel, Foreword to "Atlantropa. Wesenszüge eines Projekts" par John Knittel, Stuttgart, Behrendt, 1948